# Zamek w Wyszogrodzie

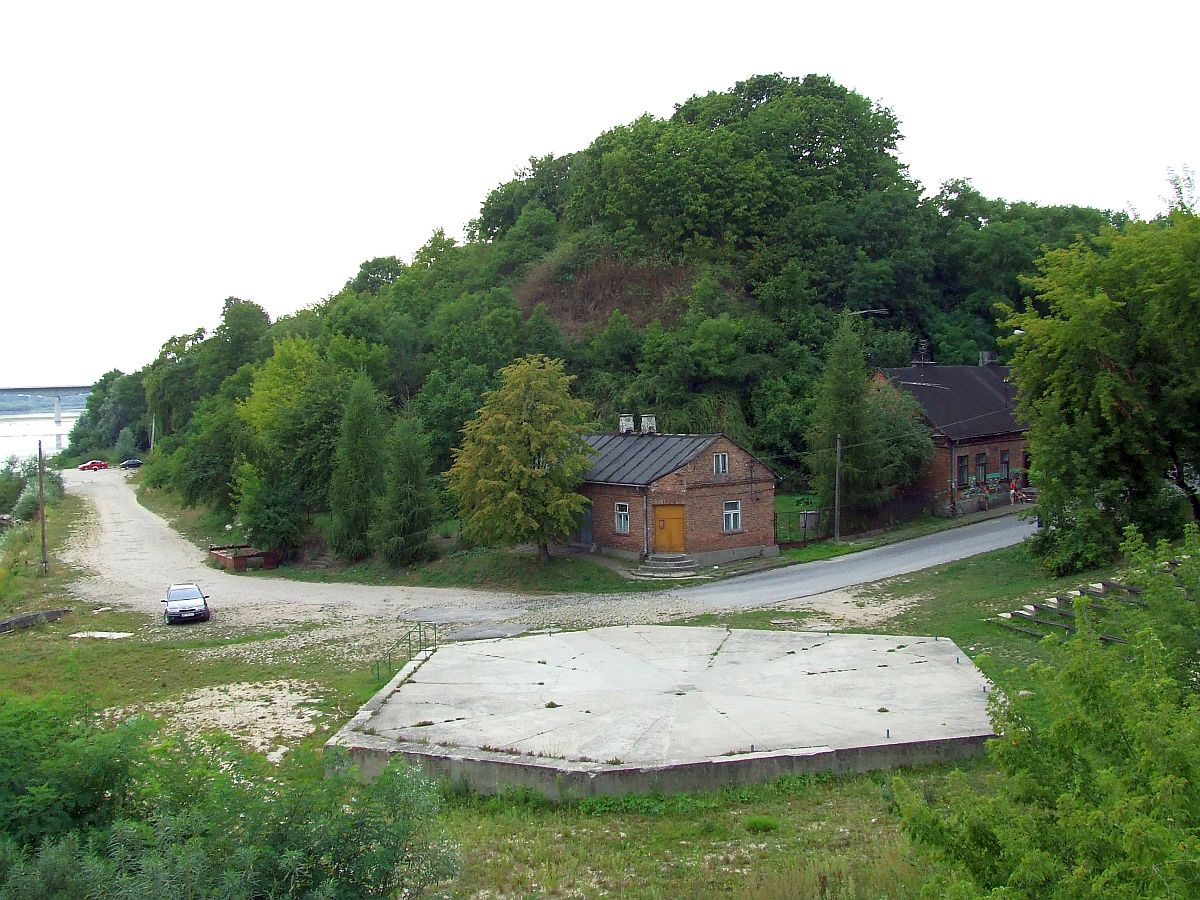
Góra Zamkowa w Wyszogrodzie

Zamek w Wyszogrodzie – nieistniejący gotycki zamek zbudowany pod koniec XIV lub w 2 ćwierci XV wieku w miejscowości Wyszogród nad Wisłą w województwie mazowieckim. Murowaną warownię wzniósł książę mazowiecki Siemowit III lub jego syn książę warszawski Janusz I Starszy.

## Historia
Początki warowni sięgają 2 ćwierci XIII wieku, gdy na Górze Zamkowej książę Konrad Mazowiecki (zm. 1247) polecił zbudować drewniano-ziemny gród obronny. Wzniesiony na nadrzecznej skarpie nad Wisłą był oddzielony od otoczenia głębokim jarem. Na miejscu grodu z inicjatywy przypuszczalnie księcia Siemowita III lub jego syna Janusza I Starszego zbudowano murowany zamek. W 1398 roku na wschód od zamku lokowano miasto i przypuszczalnie w tym okresie rozpoczęto też budowę zamku. W 1526 roku zamek wraz z ziemią wyszogrodzką został włączony do Korony Królestwa Polskiego i stał się siedzibą królewskich starostów oraz urzędu grodzkiego. W 1545 roku król Zygmunt I Stary przekazał zamek królowej Bonie Sforzy, która wyznaczyła do zarządzania zamkiem kasztelana liwskiego Arnolfa Uchańskiego. Od 1576 roku starostą był podkomorzy lwowski Wojciech Starzechowski. Po nim od dnia 22 lutego 1585 roku dobra dzierżył wojewoda Piotr Potulicki, przybrawszy sobie podstarościego Jana Gawareckiego. Od 1606 roku starostą był Paweł Garwaski. W 1616 roku starostwo wykupił podkomorzy płocki Jan Stanisław Karnkowski, który w 1632 roku scedował je na syna Michała Karnkowskiego. Zamek został srogo spustoszony pomiędzy latami 1656-1657 podczas Potopu szwedzkiego, co stwierdzono w instrukcji z 30 kwietnia 1661. W 1660 roku starostwo objął Ewaryst Jan Bełżecki. W 1715 roku starostą został Michał Szymanowski, który w 1726 scedował je na syna Macieja Michała Szymanowskiego, a ten z kolei w 1762 roku na swego syna Michała Szymanowskiego. Przypuszczalnie podczas pełnienia urzędu przez tego ostatniego zamek został opuszczony, a z opisu z 1765 roku wynika, że warownia była już wtedy w ruinie. Do końca XVIII wieku przetrwała wieloboczna murowana wieża główna i fragment bramy, których częściowy kształt znany jest z rysunków Karola Albertiego. Pozostałości zamku rozebrali miejscowi Żydzi w 1798 roku po III Rozbiorze Polski na zlecenie władz pruskich. 

## Architektura
Zamek zbudowano z cegły na kamiennym fundamencie. Warownia miała kształt wydłużonego trapezu o wymiarach 65 x 35 metrów. Znane są opisy zamku z 1549, 1616 roku i 1630 roku i wynika z nich, że wjazd do zamku prowadził od strony miasta przez drewniany most opierający się na sześciu murowanych filarach. Ostatni odcinek mostu był zwodzony i prowadził do dwupiętrowej murowanej bramy nakrytej dachówką. 
Za bramą po lewej stronie znajdowała się nie przewyższająca murów obronnych "kamienica mniejsza". Budynek ten był niepodpiwniczony, miał jedno piętro i wysunięty dwupiętrowy ryzalit konstrukcji szkieletowej od strony dziedzińca. Na piętrze mieściła się izba sądowa. W XVII wieku przechowywano w nim księgi grodzkie. W budynku mieściła się też stajnia na dwanaście koni. Za kamienicą mniejszą od strony północnej w narożu znajdowała się wysunięta na zewnątrz zamku wieża główna (bergfried) na planie ośmioboku, w której banitów i złoczyńców sadzają. W 1630 roku wieża główna była już w złym stanie technicznym. Przy murze północnym nakrytym zadaszeniem z gontu nad gankiem obronnym, znajdowała się piekarnia i drewniany dom zbudowany przez starostę warszawskiego Piotra Kopytowskiego. 
Głównym budynkiem zamkowym była murowana "kamienica wielka" (dom wschodni) przylegająca do muru od strony wschodniej. Zbudowany na planie prostokąta budynek miał piwnicę, parter i dwa piętra. Na parterze znajdowały się spiżarnie, na pierwszym piętrze była izba i dwie komnaty, a na drugim piętrze "izby książęce": sień, izba, komnata i sala.
W XVI-XVII wieku od strony Wisły na południowym stoku Góry Zamkowej na tarasach znajdowała się winnica.

## Badania archeologiczne
- 1960-1961, Bogusław Gierlach, Wiadomości Archeologiczne 1966
- 2014, Kordala T., Matusiak K., Miecznikowski Z. (Muzeum Mazowieckie w Płocku)
- 2014, Artur Rożański, Tomasz Olszacki (Pracowni Archeologiczna „TRECENTO”), Piotr Wroniecki